# Halalaimus longisetosus
Halalaimus longisetosus is een rondwormensoort uit de familie van de Oxystominidae. De wetenschappelijke naam van de soort is voor het eerst geldig gepubliceerd in 1963 door Hopper.